# 季哈
49°24′5″N 22°46′45″E / 49.40139°N 22.77917°E
季哈（烏克蘭語：Тиха），是烏克蘭西部的村莊，隸屬利維夫州的桑比爾區。該村面積0.6平方公里，海拔高度582米，2001年人口223，人口密度每平方公里371.67人。